# 割石裕太
割石 裕太（わりいし ゆうた、男性、1989年4月2日 - ）は、香川県出身のアートディレクター、UIデザイナー。愛称は「わりえもん」。

## 来歴
香川中央高等学校を経て、2012年成安造形大学グラフィックデザイン学部を卒業後、面白法人カヤックに入社。クライアントワークを経て「Lobi」「Filters」のアートディレクション・情報設計・UIデザインを担当した。
2015年株式会社Fablicに入社。バイクアプリ「RIDE」の制作に携わった。
現在は独立し、「『わ！』より『お！』となる体験を。」をコンセプトに、「OH」という屋号で、ブランディング・サービスデザインを中心に活動している。
2019年4月、オーガナイザーとしてブランディング・アイデンティティデザインのユニット「Unthem」を設立。

## 人物

### 本人について
- とても音楽好きであり、洋楽・邦楽問わず、特にロックバンドには詳しい。
- 大学在学中には軽音楽部に所属しており、バンドではドラムを担当していた。
- 高校時代はイラスト制作に励んだ。音楽が好き故に、「CDのアートワークをつくりたい、音楽に携わりたい」と考えていた。その後、絵のコンペで賞を取ったことで、「人に伝わるものがつくれた」という実感を持ち、本人曰く「クリエイターとしての初の成功体験を得ることができた。」と語っている。
- 画塾に通うと、自分よりも圧倒的に優秀な人の多さに驚き、自分の拠り所だった絵ですら揺らぐ現実をみて、大学受験でも大きく失敗したと語っている。その頃に「イラストに固執することはやめよう」と決め、イラストだけではなくデザインのスキルを学ぶことで、違う形でも音楽に携わることができるのではと考え、グラフィックデザインを学ぶことにした。

- 好物は鶏の唐揚げ。

### 仕事について
- 人と接する温度感を意識してUIを設計することを心がけている。

## 主な仕事

### ブランディング
- 百光 -byakko-
- Fine
- CAMEL FARM

### Webサービス
- Lobi
- Filters
- フリル (フリマアプリ)
- RIDE

### ロゴ
- OH
- TSUKURUUU+
- 株式会社コピーライター
- LandSkip
- DroidKaigi 2017

### セルフブランディング
- 自分と向き合うセルフブランディング vol.1 – 自分の価値の見つけ方 OH COLUMN
- あなたはなにをする人ですか？　3つの質問で築くセルフブランディング

### イベント登壇
- UI温泉 『心地よいUIの温度 -言葉と気遣いで高めるUI-』
- amana tech night 『人と向き合うプロトタイピング』
- UI Crunch under25 『自分と向き合うセルフブランディング』
- Peroli Designer Drink Up 『存在のデザイン -生きているものづくり-』